# Elecciones generales de Bután de 2023
Las elecciones generales de Bután se realizaron el 30 de noviembre de 2023, con una segunda vuelta realizada el 9 de enero de 2024.

## Sistema electoral
Los 47 miembros de la Asamblea Nacional son elegidos en distritos uninominales. Las elecciones primarias se llevan a cabo en las que los votantes emiten votos por partidos. Los dos primeros partidos pueden presentar candidatos en la ronda principal de votación, en la que los miembros se eligen mediante la votación por mayoría absoluta.